# René Le Fort
Pour les articles homonymes, voir Le Fort.
René Le Fort (1869 - 1951) est un chirurgien français, professeur de médecine à Lille

## Biographie

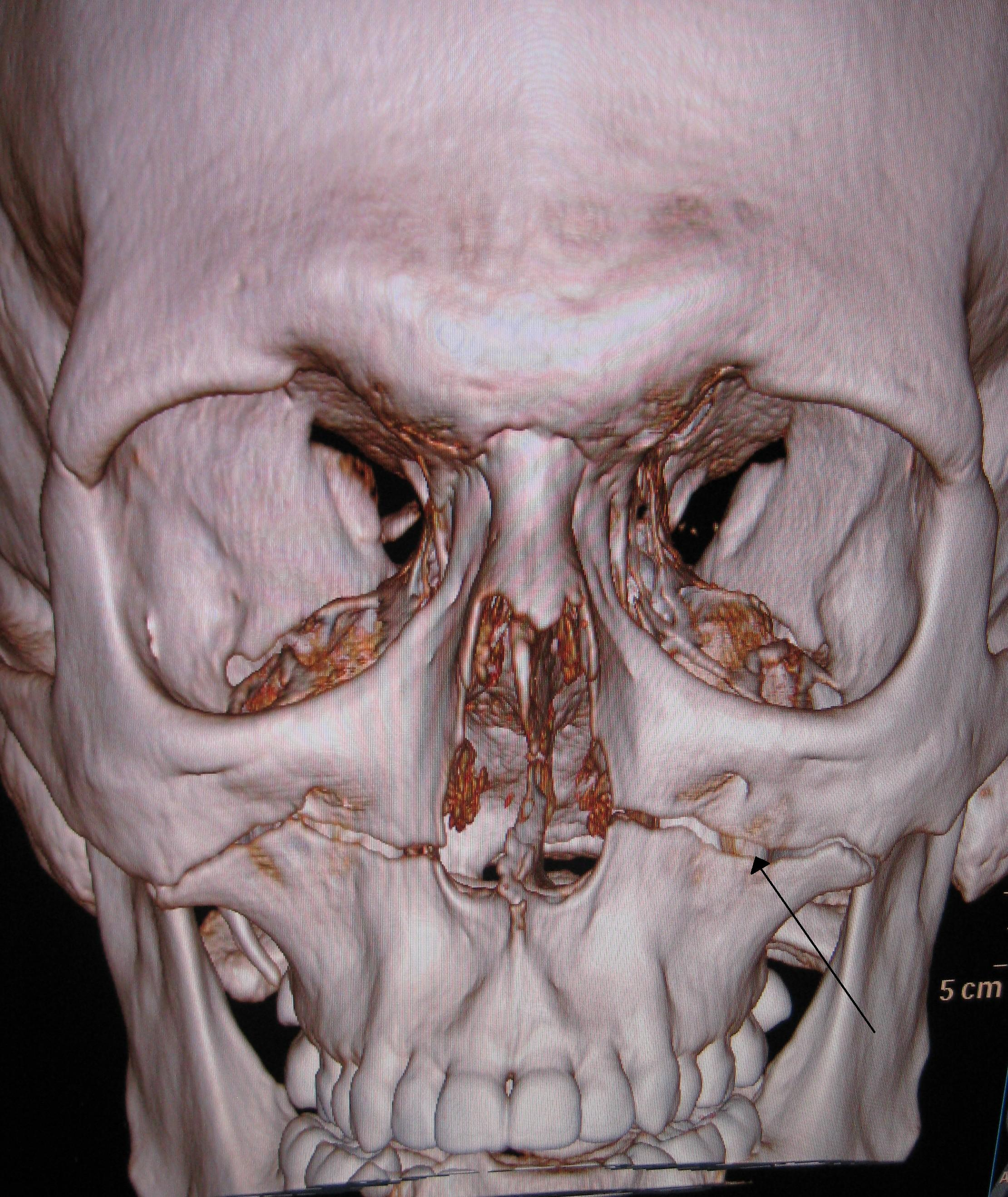
Le Fort I fractures

René Le Fort est né à Lille le 30 Mars 1869 dans une famille de médecins, son oncle est le fameux Léon Clément Le Fort, son père est étudiant en médecine lors de sa naissance.
René Lefort qui ne peut, comme son oncle faire ses études à l’hôpital militaire de Lille fermé, va le mener à la faculté de Médecine comme étudiant militaire. Il est reçu premier au concours de l'Internat des Hôpitaux de Lille en 1888. Il devient docteur en médecine en 1890 après avoir soutenu une thèse intitulée la topographie cranio-cérébrale et ses applications chirurgicales qui lui vaudra le prix de thèse Parise en 1890. Dès 1893, il devient membre de l'Académie de médecine.
Atteint par une primo-infection tuberculeuse il est mis, le 1 Avril 1899, en arrêt maladie. Incapable de rester sans rien faire il mettra à profit cette période pour mener les études expérimentales sur les fractures du maxillaire supérieur publiée en trois articles dans la revue de chirurgie, respectivement en Février, Mars et Avril 1901, qui le conduiront à proposer une classification des fractures occluso-faciales qui sera universellement adoptée.
Préférant l’enseignement à la carrière militaire il démissionne en 1902 pour rejoindre, en tant que chef de clinique, le service du Pr Folet à l’hôpital Saint-Sauveur et devient Chirurgien du sanatorium de Saint Paul. En 1904 il passe avec succès le concours d’agrégation et est nommé professeur de Médecine Opératoire.
Lors du conflit des Balkans contre les Turcs en 1912, il pratique la chirurgie de guerre en Serbie et en Bulgarie. Mobilisé en 1914 et chef d'ambulance du 1er Corps d'Armée, il doit évacuer de nombreux blessés en particulier lors de la retraite de Charleroi à la Marne. Cité à l'ordre du Service de Santé, il est ensuite nommé à Versailles comme chirurgien de l'Hôpital Militaire Dominique Larrey, service de chirurgie thoracique où il pratique avec succès de nombreuses extractions de projectiles notamment intracardiaque. La publication de son expérience dans ce domaine lui vaudra le prix Laborie de l’académie de chirurgie en 1938. En 1918, il est chargé par Georges Clémenceau de réorganiser l'Hôpital des Invalides qu'il le dirigera jusqu’en 1919.
Revenu à Lille comme professeur de médecine Opératoire, il devient en 1920 titulaire de la Chaire de Clinique Chirurgicale Infantile et Orthopédique. Il exerce comme Chirurgien-Chef du sanatorium National Vancauwenberghe de Zuydcoote, essentiellement en chirurgie orthopédique. Il contribue fortement à la révision du pronostic de la tuberculose ostéoarticulaire.
De 1934 à 1937, il est Professeur de Clinique Chirurgicale à l'Hôpital de la Charité.
Membre fondateur de la Société Française d'Orthopédie, il préside la Réunion extraordinaire de Bruxelles en 1935 puis il est élu président de la société Française d’orthopédie en 1936. Ses nombreuses communications à l'Académie de Chirurgie témoignent de ses qualités scientifiques.  
Il est commandeur de la Légion d'honneur, Médaille Militaire, membre de l'Académie nationale de médecine . 
En croisière lors de la déclaration de guerre en 1939 il rentre en catastrophe pour être mobilisé, mais rayé des cadres de l’armée pour cause d’âge, il est remplaçant à la Faculté de ses collègues mobilisés.
En 1948 il fera changer à l’état civil, par ordonnance du tribunal civil du 12 Octobre, l’écriture de son nom : né Lefort il pensera à juste titre que l’ensemble de sa carrière justifiait que l’on l’écrive Le Fort…
Il passera sa retraite à voyager et à écrire un livre sur « les vieux hôpitaux lillois ». Il décède en 1951, le jour de son 82e anniversaire.